# معركة إيساندلوانا
معركة إيساندلوانا (هجاء بديل: إيساندهلوانا) في 22 يناير 1879، كانت أول مواجهة كبرى في الحرب الأنجلو - الزولو بين الإمبراطورية البريطانية ومملكة الزولو. بعد مرور 11 يوما على بدء البريطانيين غزوهم لزولولاند في جنوب أفريقيا، هاجمت قوة زولو مكونة من 20،000 مقاتل جزء من الرتل الرئيسي البريطاني المكون من حوالي 1،800 جندي بريطاني، استعماري ومواطن، وربما 400 مدني. وعلى الرغم من العيب الكبير في تكنولوجيا الأسلحة، إلا أن الزولو تغلبوا على البريطانيين في نهاية المطاف، فقتلوا أكثر من 1،300 جندي، بما في ذلك كل من هم على خط إطلاق النار الأمامي. وعانى جيش الزولو ما يتراوح بين 1،000 و2،500 قتيل.
كانت المعركة نصرا حاسما للزولو وتسببت في هزيمة أول غزو بريطاني لزولولاند. لقد عانى الجيش البريطاني من أسوأ هزيمة ضد عدو أصلي لديه تكنولوجيا عسكرية ضعيفة جدا. ونتج عن إيساندلوانا قيام البريطانيين بنهج أكثر عدوانية في الحرب الأنجلو-زولو، مما أدى إلى غزو ثان معزز بشدة وتدمير آمال الملك سيتشوايو كامباندي في التوصل إلى سلام تفاوضي.

## قراءات أخرى
- Clarke, Sonia The Invasion of Zululand, Johannesburg, 1979.
- Coupland, Sir Reginald Zulu Battle Piece: Isandhlwana, London, 1948.
- Dutton, Roy Forgotten Heroes Zulu & Basuto Wars, Infodial, 2010 (ردمك 978-0-9556554-4-9).
- David، Saul (فبراير 2009). "The Forgotten Battles of the Zulu War". BBC History Magazine  [لغات أخرى]‏. ج. 10 رقم  2. ص. 26–33.{{استشهاد بخبر}}:  صيانة الاستشهاد: علامات ترقيم زائدة (link)
- Furneaux, R.. The Zulu War: Isandhlwana & Rorke's Drift W&N (Great Battles of History Series), 1963.
- "No. 24695". The London Gazette. 14 مارس 1879. ص. 2199.

- Greaves, Adrian. Isandlwana, Cassell & Co, 2001, (ردمك 0-304-35700-6).
- Greaves, Adrian. Rorke's Drift, Cassell & Co., 2003 (ردمك 0-304-36641-2).
- Jackson, F.W.D. Hill of the Sphinx London, 2002.
- Jackson, F.W.D. and Whybra, Julian Isandhlwana and the Durnford Papers, (Journal of the Victorian Military Society, March 1990, Issue 60).
- Knight, Ian Brave Men's Blood, London, 1990. (ردمك 1-84415-212-X).
- Knight, Ian Zulu, (London, 1992)
- Knight, Ian Zulu Rising, London, 2010. (ردمك 0-330-44593-6).
- Whybra, Julian. England's Sons, Billericay, (7th ed.), 2010.
- Yorke, Edmund. Isandlwana 1879. 2016.

## وصلات خارجية
- Zulu: The True Story By Dr. Saul David
- Isandlwana battlefields
- Personal account of the battle by Horace Smith-Dorrien
- Zulunet description of the battle
- Secrets of the Dead – Day of the Zulu
- Travellers Impressions
- The Battle of Isandlwana
- The Battle of Isandlwana 22 January 1879, Ian Knight video
- Forgotten Heroes Zulu & Basuto Wars, Roy Dutton,/ [https://www.roydutton.co.uk/my-books/forgotten-heroes-zulu-basuto-wars/